# Conor McLaughlin
Conor McLaughlin (Belfast, 26 juli 1991) is een Noord-Iers voetballer die bij voorkeur als rechtsback speelt. Hij tekende in 2012 bij Fleetwood Town. In 2011 debuteerde hij voor Noord-Ierland.

## Clubcarrière
McLaughlin begon zijn profcarrière bij Preston North End. Die club verhuurd hem aan Shrewsbury Town. In 2012 tekende hij bij Fleetwood Town. Op 25 augustus 2012 debuteerde de Noord-Iers international tegen Burton Albion. In juli 2014 tekende de vleugelverdediger een contractverlenging tot 2017. Op 10 februari 2015 maakte McLaughlin zijn eerste competitiedoelpunt tegen Barnsley.

## Interlandcarrière
Op 11 oktober 2011 debuteerde McLaughlin in de laatste EK-kwalificatiewedstrijd tegen Italië. In 2016 werd hij geselecteerd voor het EK 2016 in Frankrijk. Op 12 juli 2016 stond hij in de basis in de eerste groepswedstrijd tegen Polen. Noord-Ierland werd in de achtste finale uitgeschakeld door Wales (0–1), dat won door een eigen doelpunt van de Noord-Ierse verdediger Gareth McAuley.